# 루카스 하렐
루카스 윌리엄 브래들리 하렐(영어: Lucas William Bradley Harrell, 1985년 6월 3일 ~ ) 은 미국의 야구 선수이자, 메이저 리그 토론토 블루제이스의 우완투수이다. 메이저 리그 시절 시카고 화이트삭스와 휴스턴 애스트로스에서 활동하였으며, 2015년 LG 트윈스와 총액 90만 달러에 계약하게 된 새로운 외국인 투수이다.2015 시즌 후 LG 트윈스에서 방출된 뒤 16시즌 애틀랜타 브레이브스에서 뛴 후 텍사스 레인저스로 트레이드되어 추신수와 한솥밥을 먹게 되었다.

## 미국 프로야구시절
MLB 통산 18승 36패 방어율 4.96, 마이너통산 67승 51패 방어율 3.97을 기록했다. 2012년 시즌에는 MLB 휴스턴 소속으로 11승 11패, 방어율 3.76을 기록한 바 있다. 2015년 LG 트윈스에서 방출 된 후 2016년 애틀랜타 브레이브스에서 잠깐 뛴 후 텍사스 레인저스로 트레이드되었다.

## 한국 프로야구시절

### LG 트윈스시절
에버렛 티포드를 대신하여 영입되어 2015시즌 기대감을 갖게 하였으나 초반부터 삐걱거렸다. 마운드에서 다혈질적 성격에 스트라이크 존 판정에 적응을 제대로 하지 못하면서 평정심을 자주 잃는 모습을 보여주고 있었다.
하지만 6월 말부터 평균자책점 2점을 밑도는 점수만을 내줘 심리적으로 안정을 찾은 듯 하였으나, 9월 12일 KIA 타이거즈와의 경기에서 또다시 다혈질적 성격을 추스리지 못하고 마운드에서 본인의 실책성 플레이에 대해서 마저도 감정을 다스리지 못하고 경기 중 글러브를 땅에 내던지는 등, 결국 대량 실점을 초래하고 자멸하는 모습을 보였지만 그 문제점을 딛고 2015년 9월 27일 두산 베어스와의 경기에서 6과 3분의 2이닝 3실점으로 호투, 승리투수가 되며 KBO 리그 데뷔 첫 해에 10승을 거두었다.
그러나 불안한 제구와 멘탈문제로 재계약에 실패했다. 2015 시즌 10승 11패 4.93의 평균자책점을 기록했다.

## 미국 프로야구 복귀
2016년에 디트로이트 타이거스와 마이너계약(스프링캠프 초청권 포함)을 맺었다.

## 참고 문헌
- http://sports.news.naver.com/sports/index.nhn?category=baseball&ctg=news&mod=read&office_id=311&article_id=0000412279